# Последний житель
«Последний житель» (арм. Վերջին բնակիչը) — фильм армянского режиссёра Дживана Аветисяна, снятый по рассказу Цовинар Хачатрян «Последний житель Гюрджевана»․ Фильм является совместным производством пяти стран, включая Армению, Литву, Швецию, Ливан и США. Премьера в Армении состоялась в рамках 13-го Ереванского международного кинофестиваля «Золотой абрикос» (GAIFF), где фильм был представлен в номинации «Армянская панорама». Официальная премьера фильма состоялась 17 ноября 2016 года.

## Сюжет
В результате армяно-азербайджанского противостояния в насильственно депортированном армянском селе, находящимся во вражеском кольце, остаётся один житель – каменщик Абгар. Он ждёт свою дочь, потерявшуюся рассудок, став свидетелем убийства своего мужа. Азербайджанец Ибрагим предлагает Абгару сделку: помощь в строительстве мечети взамен на поиски дочери. Ибрагим в одной из психиатрических больниц Баку находит дочь Абгара - Юргу.

## В ролях
- Александр Хачатрян (Армения) — Абгар
- Хомаюн Эршади (Иран) — Ибраим
- Сандра Даукшайте-Петрулене (Литва) — Юрга
- Сос Джанибекян (Армения) — Артист
- Димитра Чатупи (Греция) — Асли
- Энн Бедиан (США) — Ребекка
- Армен Грейг (Россия) — Комендант

## О фильме
Съёмки фильма “Последний житель” проходили в арцахском  селе Хачмач. Фильм был создан при сотрудничестве Культурного фонда "Fish eye Art“, национального киноцентра  Армении и литовской кинокомпании  “Артбокс”.  Создание фильма также поддержали  Шведская компания “Apricot Stone”, Американская компания “Alpha Dogs Inc.”, Ливанский государственный университет “Institute of Fine Arts 2”, Армянская компания "Domino Production",  Американская компания “Mosaics Art & Cultural Foundation”. В съёмках фильма были задействованы всемирно известные актёры из Ирана, Литвы, Греции, России и США.

 «Мне не интересен человек в мирных условиях, меня интересует, как поведёт себя человек, когда поставлен вопрос жизни и смерти, и от него зависит, продолжится ли жизнь другого или нет. Фильм о человеке, оказавшемся в условиях войны, где люди могут сделать выбор, исходя не из своих интересов, а в пользу другого. Человек, в конце концов, пройдя через познание, оценивание, влюблённость, достигает самопожертвования». 
- Дживан Аветисян

## Музыка
Музыку к фильму сочинил Серж Танкян — американский музыкант армянского происхождения, композитор. Серж Танкян основатель всемирно известной альтернативной рок-металл группы «System of a Down» и общественной организации «Axis of Justice» («Стержень справедливости»). Признан 26-м лучшим металл-вокалистом мира. Как сольный исполнитель, он, за время перерыва деятельности SOAD, записал альбомы «Elect the Dead» и «Imperfect Harmonies». Музыка к фильму была записана при участии армянского филармонического оркестра под руководством художественного руководителя и главного дирижёра Эдуарда Топчяна и хора «Ховер» под руководством художественного руководителя Соны Оганесян.

## Кинофестивали
| Год  | Месяц/число           | Страна/город         | Название фестиваля                                  | Участие / Награда                                               |
| ---- | --------------------- | -------------------- | --------------------------------------------------- | --------------------------------------------------------------- |
| 2017 | 27 ноября – 3 декабря | Италия, Падуя        | Dessaran Festival                                   | Показ фильма                                                    |
| 2017 | 15-19 ноября          | Канада, Торонто      | Pomegranate Film Festival                           | «Honorable Mention» в номинации «Лучший художественный фильм»   |
| 2017 | 25-28 октября         | Финляндия, Хельсинки | Scandinavian International Film Festival            | «Лучшый полнометражный фильм», Лучший актёр-Александр Хачатрян” |
| 2017 | 5 сентября            | Италия, Венеция      | 74th Venice International Film Festival             | Показ в “Venice Production Bridge”                              |
| 2017 | 17-26 июня            | Китай, Шанхай        | 20th Shanghai International Film Festival           | Показ в программе "Panorama"                                    |
| 2017 | 8 января              | США, Калифорния      | Golden Globe Awards                                 | «Лучший фильм на иностранном языке»                             |
| 2016 | 11-23 мая             | Франция, Канны       | 69th Cannes International Film Festival Film Market | Переговоры о дистрибуции фильма                                 |

## Премьера фильма по странам
- 7 Апрель 2017 - США, Лос-Анджелес - Alex theatre
- 2 февраля 2017- НКР, Степанакерт кинотеатр  «Валлекс Гарден»
- 12 июля 2016 - Армения, Ереван, Международный кинофестиваль «Золотой абрикос», кинотеатр «Москва»